# Weltcupfinale 2023 (Pferdesport)
| Weltcupfinale 2023   | Weltcupfinale 2023                                                                |
| -------------------- | --------------------------------------------------------------------------------- |
| Turnierserien:       | Dressurweltcup 2022/2023, Springreitweltcup 2022/2023, Voltigierweltcup 2022/2023 |
| Austragungsort:      | CenturyLink Center, Omaha, Vereinigte Staaten                                     |
| Teilnehmende Reiter: | 16 Dressurreiter; 40 Springreiter, 21 Voltigierer                                 |
| Internet:            | omaha2023.fei.org                                                                 |

Das Weltcupfinale 2023 in Omaha (Nebraska) war das Finalturnier der Weltcupserien in drei Pferdesportdisziplinen: Dressur- und Springreiten sowie Voltigieren. Es wurde vom 3. April bis 8. April 2023 im CHI Health Center durchgeführt.
Es war das zweite Mal nach 2017, dass das Weltcupfinale in Omaha ausgerichtet wurde.

## Dressurreiten

### Qualifizierte Teilnehmer
| Weltcupliga                              | Anzahl der Reiter, die sich aus dieser Liga für das Weltcupfinale qualifizieren | qualifizierte Teilnehmer |
| ---------------------------------------- | ------------------------------------------------------------------------------- | --- |
| Zentraleuropaliga                        | 2                                                                               | Justina Vanagaite Alisa Glinka |
| Nordamerikanische Liga                   | 3                                                                               | Steffen Peters Alice Tarjan Anna Buffini |
| Pazifische Liga                          | 1                                                                               | Charlotte Phillips (Absage) |
| Westeuropaliga                           | 9                                                                               | Isabell Werth Ingrid Klimke Dinja van Liere Nanna Skodborg Merrald Charlotte Fry (Absage) Patrik Kittel (Absage) Morgan Barbançon Emmelie Scholtens (Absage) Marieke van der Putten |
| Weltcupsieger 2021/2022                  | 1                                                                               | Jessica von Bredow-Werndl |
| Teilnehmer aus Gebieten ohne Weltcupliga | 1                                                                               | Caroline Chew |
| Wildcards der FEI                        | 2                                                                               | Simone Pearce Johanna Due Boje Jorinde Verwimp |

### Ablauf und Ergebnisse

#### Grand Prix
Die Einlaufprüfung des Weltcupfinals, der Grand Prix, fand am 5. April 2023 ab etwa 13 Uhr statt.
Dinja van Liere verzichtete darauf, mit Hermes an den Start zu gehen. Gar nicht erst nach Omaha reisen konnten Alisa Glinka und Charlotte Phillips: Glinkas zweite Nationalität als Russin sorgte für Visaprobleme, bei Phillips erfüllte ihr Pferd US-amerikanische Impfvorschriften nicht.
|   | Reiter                    | Pferd          | Bewertung |
| - | ------------------------- | -------------- | --------- |
| 1 | Jessica von Bredow-Werndl | TSF Dalera BB  | 79,922 %  |
| 2 | Isabell Werth             | DSP Quantaz    | 77,485 %  |
| 3 | Nanna Skodborg Merrald    | Zepter         | 76,165 %  |
| 4 | Ingrid Klimke             | Franziskus FRH | 75,543 %  |
| 5 | Steffen Peters            | Suppenkasper   | 74,581 %  |

(beste 5 von 15 Teilnehmern)

#### Grand Prix Kür (Finale)
Nach einem Tag ohne Prüfung für die Dressurreiter und -pferde am Donnerstag stand am 7. April gegen 18 Uhr die finale Prüfung, die Grand Prix Kür, auf dem Programm. Anhand des Ergebnisses dieser Prüfung wurde der Weltcupsieger 2023 ermittelt.
Ingrid Klimke zog ihren Start in der Kür zurück, nachdem sich ihr Pferd Franziskus vertreten hatte. Nachdem beim Pferd von Marieke van Putten verdacht auf eine Kolik bestand, verzichtete auch van Putten auf einen Start.
Jessica von Bredow-Werndl verteidigte mit ihrer Stute Dalera ihren Titel als Weltcupfinalsiegerin.
Ergebnis:
|    | Reiter                    | Pferd                 | Bewertung |
| -- | ------------------------- | --------------------- | --------- |
| 1  | Jessica von Bredow-Werndl | TSF Dalera BB         | 90,482 %  |
| 2  | Nanna Skodborg Merrald    | Zepter                | 87,146 %  |
| 3  | Isabell Werth             | DSP Quantaz           | 85,761 %  |
| 4  | Steffen Peters            | Suppenkasper          | 83,921 %  |
| 5  | Thamar Zweistra           | Danciera              | 78,204 %  |
| 6  | Anna Buffini              | FRH Davinia la Douce  | 77,843 %  |
| 7  | Simone Pearce             | Fiderdance            | 76,575 %  |
| 8  | Johanna Due Boje          | Mazy Klovenhoj        | 76,118 %  |
| 9  | Alice Tarjan              | Serenade              | 75,207 %  |
| 10 | Morgan Barbançon          | Sir Donnerhall II OLD | 74,814 %  |
| 11 | Justina Vanagaite         | Nabab                 | 73,693 %  |
| 12 | Caroline Chew             | Tribiani              | 72,971 %  |
| 13 | Jorinde Verwimp           | Charmer               | 71,900 %  |

## Springreiten

### Qualifizierte Teilnehmer (Weltcup)
| Weltcupliga                                         | Anzahl der Reiter, die sich aus dieser Liga für das Weltcupfinale qualifizieren | qualifizierte Teilnehmer |
| --------------------------------------------------- | ------------------------------------------------------------------------------- | --- |
| Arabische Liga                                      | 3 aus der Nahost-Subliga                                                        | Moufi Owaida Al Karbi Ahmad Saber Hamcho (Absage) Abdullah Humaid Al Muhairi (Absage) Abdulrahman Al Rajhi Ali Jmal Nasr Al Nuami |
| Arabische Liga                                      | 2 aus der Nordafrika-Subliga                                                    | Majid Djaidi (Absage) Abdelkebir Ouaddar (Absage) |
| Eurasische Liga                                     | 3                                                                               | Nurjon Tuyakbaev Umid Kamilow (Absage) Bekzod Kurbanow (Absage) |
| Chinesische Liga                                    | 1                                                                               | Eerdeng Jirigala (Absage) |
| Zentraleuropaliga                                   | 3                                                                               | Donatas Jančiauskas Andrius Petrovas |
| Japanliga                                           | 1                                                                               | Kenki Satō (Absage) |
| Nordamerikanische Liga                              | 7 US-Amerikaner aus der Ostküsten-Subliga                                       | Hunter Holloway McLain Ward Kent Farrington (Absage) Nicholas Dello Joio Lillie Keenan (Absage) Devin Ryan Brian Moggre (Absage) Ailish Cunniffe (Nachrücker) Aaron Vale (Nachrücker) |
| Nordamerikanische Liga                              | 3 US-Amerikaner aus der Westküsten-Subliga                                      | Natalie Dean Elisa Broz Simonne Berg |
| Nordamerikanische Liga                              | 2 Kanadier (beide Subligen)                                                     | Mario Deslauriers (Absage) Erynn Ballard |
| Nordamerikanische Liga                              | 2 Mexikaner (beide Subligen)                                                    | Jose Saavedra Garcia (Absage) Manuel Gonzalez Dufrane (Absage) |
| Nordamerikanische Liga                              | Zusatzreiter (beide Subligen)                                                   | Santiago Lambre (Absage) Daniel Coyle Daniel Bluman |
| Australische Liga                                   | 2                                                                               | Samuel Overton Olivia Hamood (Absage) |
| Neuseeländische Liga                                | 1                                                                               | Phillip Steiner |
| Südafrikaliga                                       | 1                                                                               | Nicola Sime (Absage) |
| Mittelamerikanische und Karibische Liga             | 1                                                                               | Manuel Espinosa Pla (Absage) |
| nördliche Südamerikanische Liga                     | 1                                                                               | Santiago Medina (Absage) |
| südliche Südamerikanische Liga                      | 2                                                                               | Geronimo Marcello Viana Ciavaglia (Absage) Doda de Miranda (Absage) |
| Südostasiatische Liga                               | 1                                                                               | Marcho Alexandro (Absage) |
| Westeuropaliga                                      | 18                                                                              | Henrik von Eckermann Julien Epaillard Daniel Deußer Harry Charles Kevin Staut Gerrit Nieberg Edouard Schmitz Andreas Schou Jur Vrieling Wilma Hellström Victoria Gulliksen Scott Brash Janne Friederike Meyer-Zimmermann Marcus Ehning Denis Lynch Simon Delestre (Absage) Yuri Mansur ° Harrie Smolders Richard Vogel |
| Sonderstartplatz für Teilnehmer des Gastgeberlandes | 1                                                                               | nicht zutreffend, da US-amerikanische Reiter für das Weltcupfinale qualifiziert sind |
| Weltcupsieger 2021/2022                             | 1                                                                               | Martin Fuchs |

° Zusatzreiter: Soweit ein Reiter seinen Wohnsitz in einem anderen Staat als seinem Heimatland hat, kann er in der Liga dieses Landes teilnehmen und wird zunächst auch für diese Liga gewertet. Soweit er sich anhand des Reglements dieser Liga für das Weltcupfinale qualifiziert, zählt er als zusätzlicher Teilnehmer nicht für die (begrenzte) Startplatzanzahl dieser Liga.

### Ablauf und Ergebnisse
Das Weltcupfinale der Springreiter umfasste drei Wertungsprüfungen. Am Dienstag (4. April) hatten die für das Weltcupfinale qualifizierten Pferd-Reiter-Paare die Möglichkeit, einen Trainingsparcours in der Arena zu springen.

#### 1. Teilprüfung
Eine Tag später, am Abend des 5. April 2023, stand die erste Teilprüfung des Weltcupfinals der Springreiter ausf dem Programm. Hierbei handelte es sich um eine Zeitspringprüfung mit Hindernissen bis zu 1,60 Meter Höhe. Das Prüfungsergebnis wurde anschließend, wie im Artikel FEI-Weltcup Springreiten erläutert, in Punkte umgerechnet.
Ergebnis:
|    | Reiter          | Pferd                | Zeit                              | Punkte (Gesamtwertung) |
| -- | --------------- | -------------------- | --------------------------------- | ---------------------- |
| 1  | Schweden        | King Edward          | 59,09 s + 0 Strafsekunden = 59,09 | 41                     |
| 2  | Scott Brash     | Jefferson            | 59,23 s + 0 Strafsekunden = 59,23 | 39                     |
| 3  | Daniel Deußer   | Tobago Z             | 59,45 s + 0 Strafsekunden = 59,45 | 38                     |
| 4  | Schweiz         | Vancouver de Lanlore | 59,55 s + 0 Strafsekunden = 59,55 | 37                     |
| 5  | Wilma Hellström | Cicci                | 60,26 s + 0 Strafsekunden = 60,26 | 36                     |
| 6  | Andreas Schou   | Darc de Lux          | 60,53 s + 0 Strafsekunden = 60,53 | 35                     |
| 7  | Harrie Smolders | Monaco               | 60,59 s + 0 Strafsekunden = 60,59 | 34                     |
| 8  | Hunter Holloway | Pepita Con Spita     | 61,35 s + 0 Strafsekunden = 61,35 | 33                     |
| 9  | Yuri Mansur     | Vitiki               | 61,54 s + 0 Strafsekunden = 61,54 | 32                     |
| 10 | Aaron Vale      | Prescott             | 58,68 s + 3 Strafsekunden = 61,68 | 31                     |

(beste 10 von 40 Teilnehmern)

#### 2. Teilprüfung
Die zweite Teilprüfung wurde 24 Stunden nach Beginn der ersten Teilprüfung durchgeführt. Als Aufgabe für die Reiter und Pferde stand eine Springprüfung mit einmaligem Stechen an.
Neue Paare zogen in das Stechen ein. Der Sieg in dieser Teilprüfung ging an den Weltcupfinaldebütanten Richard Vogel und den 11-jährigen Hengst United Touch S. Der bis hierhin top platzierte Daniel Deußer hatte mit seinem Pferd Tobago Probleme an der dreifachen Kombination und gab auf.
In der Gesamtwertung lagen nach zwei Teilprüfungen Pius Schwizer und Andreas Schou in Führung. Bis einschließlich dem siebten Rang hatte sich eine Spitzengruppe mit umgerechnet maximal fünf Strafpunkten gebildet. Alle weiteren Reiter folgten mit umgerechnet 10 oder mehr Strafpunkten.
Ergebnis:
|               | Reiter               | Pferd                | 1. Umlauf | 1. Umlauf     | Stechen  | Stechen | Punkte (Gesamtwertung) |
| Straf- punkte | Reiter               | Pferd                | Zeit (s)  | Straf- punkte | Zeit (s) |         | Punkte (Gesamtwertung) |
| ------------- | -------------------- | -------------------- | --------- | ------------- | -------- | ------- | ---------------------- |
| 1             | Richard Vogel        | United Touch S       | 0         | -             | 0        | 35,11   | 41                     |
| 2             | Harry Charles        | Balou du Reventon    | 0         | -             | 0        | 35,25   | 39                     |
| 3             | Andreas Schou        | Darc de Lux          | 0         | -             | 0        | 35,58   | 38                     |
| 4             | Pius Schwizer        | Vancouver de Lanlore | 0         | -             | 0        | 36,18   | 37                     |
| 5             | Victoria Gulliksen   | Papa Roach           | 0         | -             | 4        | 38,71   | 36                     |
| 6             | Yuri Mansur          | Vitiki               | 0         | -             | 4        | 36,30   | 35                     |
| 7             | Hunter Holloway      | Pepita Con Spita     | 0         | -             | 4        | 38,25   | 34                     |
| 8             | Devin Ryan           | Eddie Blue           | 0         | -             | 4        | 38,95   | 33                     |
| 9             | Julien Epaillard     | Donatello d'Auge     | 0         | -             | 8        | 32,97   | 32                     |
| 10            | Henrik von Eckermann | King Edward          | 4         | 70,32         |          |         | 31                     |

(beste 10 von 39 Teilnehmern)

#### 3. Teilprüfung
Den Abschluss des Weltcupfinalturniers von Omaha bildete die dritte und damit letzte Teilprüfung, die am 8. April 2023 gegen 18 Uhr begann. Die dritte Teilprüfung wurde nicht gegen die Zeit geritten, eine erlaubte Zeit war jedoch vorgesehen. Bei Punktgleichheit im Gesamtklassement bezüglich des Weltcupsiegers wäre anschließend ein Stechen durchgeführt worden. Bei Punktgleichheit auf allen anderen Platzierungen wurde die Zeit des zweiten Umlaufs der dritten Teilprüfung als Unterscheidungskriterium herangezogen.
Der erste Umlauf war sehr fordernd für die Teilnehmenden, überhaupt nur drei Reiter blieben mit ihren Pferden ohne Fehler. Entsprechend groß waren die Sprünge, die sie damit in der Zwischenwertung machten: Denis Lynch war vor der dritten Teilprüfung 17., nach dem ersten Umlauf der Teilprüfung lag er auf Rang acht. Vorjahressieger Martin Fuchs stieg von Platz 15 auf Platz 7, Harrie Smolders von Platz sieben auf den zweiten Rang.
Andreas Schou fiel mit 12 Strafpunkten im ersten Umlauf deutlich zurück, Pius Schwizer hingegen konnte mit einem Springfehler noch die Führung halten.
Obwohl vermeintlich etwas leichter, warf auch der zweite Umlauf der dritten Teilprüfung der Klassement nochmal durcheinander: Kevin Staut kletterte in der Gesamtwertung nach einem Null-Fehler-Ritt auf Rang 12. Richard Vorgel, dessen mit einem sehr langen Galoppsprung versehenen Pferd United Touch der ersten Umlauf vor Probleme insbesondere auf der letzten Linie gestellt hatte, rehabilitierte sich mit einem Ritt mit nur einem Zeitstrafpunkt. Dies brachte ihm bei seinem Weltcupfinaldebüt den achten Rang ein.
Denis Lynch gelang es mit seinem Fuchswallach Brooklyn Heights als einzigem, in beiden Umläufen ohne Fehler zu bleiben, was ihm im Endergebnis Rang sieben einbrachte. Harrie Smolders unterlief ein Springfehler, während der punktgleiche Henrik von Eckermann ohne Fehler blieb und damit mit 5 Strafpunkten abschloss. Pius Schwizer, der vor von Eckermann mit einem Punkt Vorsprung in Führung lag, kassierte zwei Springfehler, was ihn – nun wieder punktgleich mit Andreas Schou vereint – das Weltcupfinale auf Rang sechs abschließen ließ. Damit stand der Weltcupfinalsieg für Henrik von Eckermann und seinen Fuchswallach King Edward fest. Platz drei ging an die US-Amerikanerin Hunter Holloway, die sich wie Yuri Mansur noch vor Pius Schwizer schob.
Ergebnis:
|           | Reiter               | Pferd                      | Strafpunkte | Strafpunkte | Strafpunkte |
| 1. Umlauf | Reiter               | Pferd                      | 2. Umlauf   | Gesamt      |             |
| --------- | -------------------- | -------------------------- | ----------- | ----------- | ----------- |
| 1         | Denis Lynch          | Brooklyn Heights           | 0           | 0           | 0           |
| 2         | Kevin Staut          | Visconti du Telman         | 4           | 0           | 4           |
| 2         | Martin Fuchs         | Leone Jei                  | 0           | 4           | 4           |
| 2         | Harrie Smolders      | Monaco                     | 0           | 4           | 4           |
| 2         | Henrik von Eckermann | Kalinka van de Nachtegaele | 4           | 0           | 4           |

(beste fünf von 30 Teilnehmern)

#### Endergebnis Gesamtwertung
|        | Reiter                    | Pferd/ Pferde            | 1. Prüfung | 2. Prüfung    | Punkte aus Prüfung 1 und 2 | Punkte, umgerechnet in Strafpunkte | 3. Prüfung    | 3. Prüfung | Straf- punkte |
| Punkte | Reiter                    | Pferd/ Pferde            | Punkte     | Straf- punkte | Punkte aus Prüfung 1 und 2 | Punkte, umgerechnet in Strafpunkte | Straf- punkte |            | Straf- punkte |
| ------ | ------------------------- | ------------------------ | ---------- | ------------- | -------------------------- | ---------------------------------- | ------------- | ---------- | ------------- |
| 1      | Henrik von Eckermann      | King Edward              | 41         | 31            | 72                         | 1                                  | 4             | 0          | 5             |
| 2      | Harrie Smolders           | Monaco                   | 34         | 30            | 64                         | 5                                  | 0             | 4          | 9             |
| 3      | Hunter Holloway           | Pepita Con Spita         | 33         | 34            | 67                         | 3                                  | 8             | 0          | 11 (61,25 s)  |
| 4      | Yuri Mansur               | Vitiki                   | 32         | 35            | 67                         | 3                                  | 8             | 0          | 11 (62,40 s)  |
| 5      | Andreas Schou             | Darc de Lux              | 35         | 38            | 73                         | 0                                  | 12            | 0          | 12 (60,34 s)  |
| 6      | Pius Schwizer             | Vancouver de Lanlore     | 37         | 37            | 74                         | 0                                  | 4             | 8          | 12 (61,44 s)  |
| 7      | Denis Lynch               | Brooklyn Heights         | 23         | 23            | 46                         | 14                                 | 0             | 0          | 14            |
| 8      | Richard Vogel             | United Touch S           | 28         | 41            | 69                         | 2                                  | 12            | 1          | 15            |
| 9      | Harry Charles             | Balou du Reventon        | 24         | 39            | 63                         | 5                                  | 4             | 8          | 17 (59,77 s)  |
| 10     | Martin Fuchs              | Leone Jei                | 19         | 28            | 47                         | 13                                 | 0             | 4          | 17 (61,77 s)  |
| 11     | Scott Brash               | Jefferson                | 39         | 14            | 53                         | 10                                 | 4             | 4          | 18 (60,60 s)  |
| 12     | Kevin Staut               | Visconti du Telman       | 27         | 19            | 46                         | 14                                 | 4             | 0          | 18 (61,28 s)  |
| 13     | Devin Ryan                | Eddie Blue               | 20         | 33            | 53                         | 10                                 | 5             | 4          | 19 (62,83 s)  |
| 14     | Wilma Hellström           | Cicci                    | 36         | 15            | 51                         | 11                                 | 4             | 4          | 19 (62,92 s)  |
| 15     | Janne F. Meyer-Zimmermann | Messi van 't Ruytershof  | 25         | 25            | 50                         | 12                                 | 4             | 4          | 20            |
|        | …                         |                          |            |               |                            |                                    |               |            |               |
| 21     | Marcus Ehning             | Priam du Roset           | 14         | 21            | 35                         | 19                                 | 4             |            | 23            |
|        | …                         |                          |            |               |                            |                                    |               |            |               |
| 23     | Edouard Schmitz           | Gamin van't Naastveldhof | 5          | 29            | 34                         | 20                                 | 4             |            | 24            |
|        | …                         |                          |            |               |                            |                                    |               |            |               |
| 26     | Gerrit Nieberg            | Blues d'Aveline CH       | 4          | 26            | 30                         | 22                                 | 4             |            | 26            |
| 36     | Daniel Deußer             | Tobago Z                 | 36         | AUFG          |                            |                                    |               |            |               |

AUFG = aufgegeben / verzichtet
AUSG = ausgeschieden
DISQ = disqualifiziert
N.GES. = nicht gestartet

## Voltigieren

### Qualifizierte Teilnehmer
In der Saison 2022/2023 des Voltigierweltcup zählten alle CVI 3*-, CVI 4*- and CVI Master Class-Turniere des Jahres 2022 als Qualifikation für das Weltcupfinale 2023. Dort qualifizierten sich für das Weltcupfinale:
Damen:
| - Kimberly Palmer - Kathrin Meyer - Nadja Büttiker - Eva Nagiller |  |  | - Danielle Bürgi - Averill Saunders - Julia Sophie Wagner - Blanka Németh |

Herren:
| - Julian Wilfling - Jannik Heiland - Andrin Müller |  |  | - Lukas Heppler - Daniel Janes - Sam dos Santos |

Pas de deux:
- Chiara Congia und Justin van Gerven
- Diana Harwardt und Peter Künne
- Freja Linde und Maria Thinggaard Sørensen
- Romana Hintner und Eva Nagiller

### Ablauf und Ergebnisse
Das Programm umfasste für alle drei Teilnehmergruppen, also Damen, Herren und Paare (Pas de deux) jeweils in zwei Prüfungen. Diese fanden am Donnerstag (6. April) und am Samstag (8. April 2023) statt. Die Weltcupsieger in den verschiedenen Klassen wurden jeweils aus dem Durchschnitt der zwei Prüfungen ermittelt.
Für die Einzelvoltigierer (Damen und Herren) stand zunächst das Technikprogramm an, bevor sie in der zweiten Prüfung eine Kür zeigen mussten. Die Paare haben stattdessen zwei Küren zu absolvieren.
Bei den Damen gingen für Deutschland mit Julia Sophie Wagner und Kathrin Meyer zwei Weltcupfinaldebütantinnen an den Start. Meyer, die im August 2022 bei den Weltmeisterschaften in Herning bereits Vierte geworden war, gewann die erste Teilprüfung und auch schließlich die Gesamtwertung der Damen. Ihre Mutter Sonja Meyer als Longenführerin und deren Pferd San Classico waren auch die Partner von Jannik Heiland in Omaha, der dort bei den Herren ebenso die Gesamtwertung gewann.
Viele Voltigierer hatten nicht ihre gewohnten Pferde in Omaha mit dabei, sondern traten mit in den Vereinigten Staaten stationierten Pferden an. Das Leihpferd von Nadja Büttiker, Garth, ließ sich bei der Kür stark von der Atmosphäre in der Halle beeindrucken, so dass Büttiker kaum eine Chance hatte ihr Programm zu zeigen und dies letztlich auch abbrach. Eine Bewertung von knapp über Drei ließ sie auf den letzten Platz zurückfallen.
Im Pas de deux setzen sich Chiara Congia und Justin van Gerven deutlich in Führung, als einziges Paar erhielten sie in der ersten Kür eine Bewertung mehr als acht. In der zweiten Kür hatte das zweite deutsche Paar die bessere Bewertung, doch im Gesamtergebnis reichte es für Congia und van Gerven zum Sieg.
Endergebnis Damen:
|   | Voltigierer         | Longenführer      | Pferd          | Wertung Technikprogramm | Wertung Kür | Gesamt- wertung |
| - | ------------------- | ----------------- | -------------- | ----------------------- | ----------- | --------------- |
| 1 | Kathrin Meyer       | Sonja Meyer       | San Classico S | 8,299                   | 8,556       | 8,428           |
| 2 | Danielle Bürgi      | Andrea Selch      | Best Brew      | 8,092                   | 8,599       | 8,346           |
| 3 | Julia Sophie Wagner | Hendrik Falk      | DSP Sir Laulau | 7,075                   | 8,506       | 7,791           |
| 4 | Kimberly Palmer     | Christoph Lensing | Romeo          | 7,489                   | 7,983       | 7,736           |
| 5 | Blanka Németh       | Kimberly Wellmann | Lunar Eclipse  | 7,519                   | 7,419       | 7,469           |
| 6 | Eva Nagiller        | Mary McCormick    | Killian        | 7,394                   | 7,499       | 7,447           |
| 7 | Averill Saunders    | Sarah Krauss      | Max            | 6,388                   | 7,327       | 6,858           |
| 8 | Nadja Büttiker      | Jodi Rinard       | Garth          | 6,467                   | 3,236       | 4,852           |

Endergebnis Herren:
|   | Voltigierer     | Longenführer         | Pferd          | Wertung Technikprogramm | Wertung Kür | Gesamt- wertung |
| - | --------------- | -------------------- | -------------- | ----------------------- | ----------- | --------------- |
| 1 | Jannik Heiland  | Sonja Meyer          | San Classico S | 8,436                   | 8,666       | 8,551           |
| 2 | Sam dos Santos  | Sarah Krauss         | Max            | 7,952                   | 8,152       | 8,052           |
| 3 | Andrin Müller   | Sarah Krauss         | Max            | 7,176                   | 7,852       | 7,514           |
| 4 | Julian Wilfling | Alexander Zebrak     | Aragorn        | 6,566                   | 8,229       | 7,398           |
| 5 | Lukas Heppler   | Barbara Andrea Selch | Best Brew      | 6,885                   | 7,686       | 7,286           |
| 6 | Daniel Janes    | Christoph Lensing    | Romeo          | 6,081                   | 8,299       | 7,190           |

Endergebnis Pas de deux:
|   | Voltigierer                           | Longenführer      | Pferd          | Wertung Technikprogramm | Wertung Kür | Gesamt- wertung |
| - | ------------------------------------- | ----------------- | -------------- | ----------------------- | ----------- | --------------- |
| 1 | Chiara Congia Justin van Gerven       | Sarah Krauss      | Max            | 8,370                   | 8,311       | 8,341           |
| 2 | Diana Harwardt Peter Künne            | Hendrik Falk      | DSP Sir Laulau | 7,236                   | 8,516       | 7,876           |
| 3 | Romana Hintner Eva Nagiller           | Mary McCormick    | Killian        | 7,657                   | 8,006       | 7,832           |
| 4 | Freja Linde Maria Thinggaard Sørensen | Kimberly Wellmann | Lunar Eclipse  | 7,267                   | 8,014       | 7,641           |